# Chuột chù Tây Ấn
Chuột chù Tây Ấn, tên khoa học Nesophontes, là một chi động vật có vú trong họ đơn chi Nesophontidae, bộ Soricomorpha. Chi này được Anthony miêu tả năm 1916. Loài điển hình của chi này là Nesophontes edithae Anthony, 1916.

## Các loài
Tất cả các loài trong chi này đều tuyệt chủng:
- †Nesophontes edithae
- †Nesophontes hypomicrus
- †Nesophontes longirostris
- †Nesophontes major
- †Nesophontes micrus
- †Nesophontes paramicrus
- †Nesophontes submicrus
- †Nesophontes superstes
- †Nesophontes zamicrus